# In Wonderland
In Wonderland é um álbum ao vivo do maestro André Rieu, lançado em 2007.